# Pranciškus
Pranciškus ist ein litauischer männlicher Vorname (abgeleitet von Franciszek).

## Personen
- Pranciškus Juškevičius (1942–2014), litauischer Bauingenieur, Professor, Politiker, Vizeminister
- Pranciškus Smuglevičius (1745–1807), polnisch-litauischer Maler und Zeichner
- Pranciškus Tupikas (1929–2015), Politiker, Seimas-Mitglied
- Pranciškus Stanislavas Vitkevičius (1926–2013), litauischer Jurist und Politiker, Zivilrechtler, Professor, Richter, Mitglied von Seimas
- Pranciškus Vaičekonis (1928–2006), litauischer Kirchenrechtler, Professor und Priester

Zwischenname
- Vytautas Pranciškus Lukaševičius (1932–1994), litauischer Forstingenieur und Forstpolitiker
- Vidutis Pranciškus Kamaitis (1938–2024), litauischer Sportler und Politiker, Vizebürgermeister von Vilnius